# Esmond George
Pour les articles homonymes, voir George.
Esmond Robert George, né le 20 avril 1888 à Kapunda en Australie-Méridionale et mort en 1959, est un acteur et metteur en scène de théâtre australien, mais il est surtout connu comme aquarelliste et critique d'art. Sa femme, connue professionnellement sous le nom d'Elizabeth George, est une journaliste.

## Biographie
Esmond Robert George naît le 20 avril 1888 à Kapunda en Australie du Sud, son père est John Henry George et sa mère, Mary Kate George (née Burton). Son père, directeur de l'école Morgan, décède quatre ans plus tard des suites d'un accident de tir. Mary et sa famille déménagent à Robert Street Moonta ; plus tard, ils vivent à "Oriel", Sea View Road, Kirkcaldy.
Il étudie à l'école publique de Moonta, puis est employé à la succursale de la Savings Bank à Kadina et, en 1908, à Kapunda, où il devient chef du Glee Club local et se produit sur scène avec des chansons et des récitations. Il démissionne de la banque en 1912 et se lance dans une série d'engagements à travers l'Australie occidentale avec Annie Jones, qu'il épouse en 1916. Annie, originaire de l'arrière-pays de l'Australie occidentale, est une artiste de l'affiche et une conteuse, auteure de Sandplains. Il est également un artiste actif et, vers 1916, il produit des illustrations pour plusieurs livres de contes de "Firenze" (Florence Hayward).
Il est associé à l'Adelaide Repertory Theatre dès 1915 ou avant, d'abord en tant qu'acteur puis en tant que metteur en scène. Il participe également à plusieurs productions du Lyric Club au Chamber of Manufactures Building, Pirie Street (Adelaide). Il se produit également avec les groupes itinérants "The Revellers", "The New Follies" et "The Tourists" en tant que baryton et humoriste. Il dirige des productions théâtrales pour les étudiants du St Peter's College et, à partir de 1932, il est président de la WEA Dramatic Company.
Il s'engage dans le corps médical de l'armée en novembre 1917 et embarque comme simple soldat sur le SS Gaika pour l'Angleterre en août 1918. Il retourne en Australie en janvier 1919 à bord du SS Leicestershire et est réformé pour inaptitude médicale.

Il travaille pendant un certain temps comme secrétaire pour la Humes Pipe Company à son usine de Loveday. Il travaille ensuite comme journaliste, notamment en tant que critique d'art pour The Register. 
Il s'intéresse à l'art de l'affiche, que sa compagne Annie maîtrise parfaitement. Annie meurt en 1920 et Esmond George se remarie six ans plus tard. Il organise plusieurs expositions personnelles de ses aquarelles et de ses illustrations en noir et blanc, ainsi qu'avec le United Arts Club. En 1931, il prend la route avec John Goodchild pour une tournée de croquis dans les États de l'Est. Il est très apprécié en tant qu'arbitre lors d'un grand nombre de concours artistiques - chant, élocution et peinture. Il quitte le journalisme pour devenir un artiste commercial et, en 1934, il entre à l'école d'art Heatherley à Londres pour se perfectionner. Nora Heysen est une compagne de voyage sur l'Aller. Pendant son séjour à Londres, il est élu au prestigieux Langham Sketching Club.
Il adhère à la théosophie et donne parfois des conférences publiques sur le sujet. Il est secrétaire de la Société théosophique d'Adélaïde en 1919 et représente l'organisation lors de manifestations contre la guerre. Il est secrétaire d'honneur d'une grande manifestation pour la paix en 1929.
Sa seconde épouse, Elisabeth, est une journaliste très appréciée du journal The Advertiser, elle est nommée "Elizabeth Leigh" à partir de mars 1923, puis "Elizabeth George" à partir d'avril 1931. Lorsqu'elle quitte Adélaïde pour rejoindre son mari à Perth, elle est accueillie par certaines des femmes les plus influentes d'Adélaïde - Adelaide Miethke (en), Lady Bonython et des représentantes du CWA, de l'Association politique des femmes sans parti, du Kindergarten Union, du MBHA, de l'Union chrétienne des femmes pour la tempérance, de l'Union chrétienne de jeunes filles et de quelques autres. Elle écrira plus tard une histoire de la Wilderness School, illustrée par son mari.
Elle écrit également deux romans bien accueillis : Two at Daly Waters et January and August.
En 1936, il est nommé au Perth's Repertory Club. Cette organisation est supérieure à l'Adelaide Repertory à plusieurs égards : elle dispose de son propre théâtre et de ses propres salles de club, organise toute une série de divertissements en dehors des pièces de théâtre et a généralement deux productions en répétition pendant que l'une d'elles est mise en scène. Le nombre de membres est limité à 1 000 et la plupart des spectacles affichent complet avant la première, de sorte qu'il est rarement nécessaire de faire de la publicité.
Fin 1939 ou début 1940, il rejoint le 2nd AIF et sert au Moyen-Orient, réalisant des croquis et rédigeant des articles sur le peuple et la culture de Palestine et d'Égypte pour des journaux australiens,. Il retourne à Adélaïde, peut-être comme invalide. Dans ses bagages se trouvent des œuvres d'art du défunt sergent Bill Kibby (en), qu'il transmet à Mme Kibby.
Il retourne à Adélaïde et au journalisme, et pendant les vingt et quelques années suivantes, il publie des articles hebdomadaires dans le Sunday Mail (en), remarquables pour leur style facile et sans prétention et leur vision positive, même pour des travaux non figuratifs, bien qu'il n'ait pas beaucoup de temps pour ce qu'il appelle les « images casse-tête ». Il  monte plusieurs expositions personnelles,,,,. Il est un guide bénévole régulier et populaire et un conférencier à la Galerie d'art d'Australie-Méridionale.

### Famille
Esmond Robert George épouse Annie Robina "Nance" Jones ( - 17 juillet 1920) en septembre 1916, et habite à Blackwood. Le couple a une fille :
- Helen Hamilton George (23 August 1918 – c. 2012),  passionnée de ballet elle sert dans la WAAF pendant la Seconde Guerre mondiale. Elle est connue pour ses croquis impressionnistes de danseurs et fait l'objet d'un portrait de William Dargie[30].

En 1926, il se remarie avec Elisabeth Mildred "Bessie" Baker ( - 9 mai 1953), journaliste à The Advertiser. Ils ont une maison "Dinton", à Fife Avenue à Torrens Park. Ils n'ont pas d'autres enfants.

## Théâtre
Esmond George a joué dans un grand nombre de pièces avec la compagnie Adelaide Repertory Theatre (notamment dans le rôle d'Eilert Lövborg dans Hedda Gabler), et a mis en scène (A.R.T. sauf mention contraire) les pièces suivantes :
- 18 juillet 1925 You Never Can Tell (G. B. Shaw) au Victoria Hall, Adelaide
- 10 juillet 1926 Getting Married (G. B. Shaw) au Victoria Hall, Adelaide
- 19 mai 1928 Granite (Clemence Dane) au Victoria Hall, Adelaide
- 1er juin 1929 Gold (Eugene O'Neill) au Victoria Hall, Adelaide. Esmond George a lu le rôle principal en raison de la maladie soudaine de Basil Harford[31].
- 24 mai 1930 The Touch of Silk (Betty M. Davis) à l'Australia Theatre, Adelaide
- 18 juillet 1931 Many Waters (Monckton Hoffe) à l'Australia Theatre, Angas Street, Adelaide
- 19 mars 1932 Lochinvar (H. Winsloe Hall) Elder Conservatorium opera class at Theatre Royal, Adelaide
- 21 mai 1932 Michael and Mary (A. A. Milne) à l'Australia Theatre, Adelaide
- 1er avril 1933 Pygmalion (G. B. Shaw) à l'Australia Theatre, Adelaide

(E. George est parti en Angleterre pour étudier la peinture en 1934-1935)
- 25 avril 1936 Candida (G. B. Shaw) au Stow Hall, Flinders Street, Adelaide
- 15 février 1936 The Late Christopher Bean (René Fauchois) au Stow Hall, Adelaide
- 19 août 1936 A Man's House (John Drinkwater) au Stow Hall, Adelaide

C'est à cette époque qu'il a fondé ses propres "Esmond George Players", puis a été nommé directeur du Perth Repertory Club, et a été associé à :
- 9 décembre 1936 Lovers Leap (Philip Johnson)
- 10 mars 1937 Anthony and Anna (St John Ervine). Il a également peint les décors.
- 14 avril 1937 The Touch of Silk (Betty M. Davis)
- 9 juin 1937 As You Desire Me (Pirandello)
- 10 décembre 1937 Granite (Clemence Dane)

Il a été régisseur pour d'autres productions, notamment La Machine infernale (Jean Cocteau) en juillet 1937, et secrétaire du West Australian Drama Festival en 1937.